# Мацумото, Такэаки
Такэаки Мацумото (яп. 松本 剛明; род. 25 апреля 1959, Токио, Япония) — японский политический деятель. Член Демократической партии Японии. Министр иностранных дел Японии с 9 марта 2011 по 2 сентября 2011 года.

## Биография
Уроженец Токио, выпускник Токийского университета, он был избран в Палату представителей в первый раз в 2000 году после неудачной попытки, как независимого в 1996 году.
Мацумото является праправнуком Ито Хиробуми, первого премьер-министра Японии. Отец Мацумото, Дзюро Мацумото, был крупным членом Либерально-демократической партии и был главой Управления национальной обороны с августа 1989 по февраль 1990 года.
9 марта 2011 года занял пост министра иностранных дел в кабинете Наото Кана. 2 сентября 2011 года покинул пост министра иностранных дел Японии.